# 乐武站
乐武站（站牌上彝文站名写作ꇊꃶ/lop vu）是一个成昆线上的铁路车站，位于四川省凉山彝族自治州喜德县尼波镇乐武村（原属乐武乡），建于1970年，目前为四等站，邮政编码为616756。目前车站主要办理通过与会让业务，客运每日仅有一对慢车停靠，不办理货运业务。站内驻有乐武工电巡养工队。

## 概要
乐武站位于乐武展线上，海拔近2300米。乐武展线自尼波站至红峰站，直线距离7公里，高差142米，全长14.32千米，系成昆铁路仅存的四条展线里面地质条件最为复杂，维修施工最为艰难的展线。展线在乐武站上下行方向各设有一座灯泡线，形成一个眼镜形。展线共设有11座隧道、6座桥梁，展线桥隧总长占线路的67％。
车站设有10名职工，除站长和副站长外其余8名职工分为4组进行4班倒作业。车站交通不便，没有公路连接，职工的生活物资主要由站长在周末前往普雄镇购置。车站由于海拔较高，常年气温较低，峨眉车务段于2018年于站台上安装了不锈钢风雨接车亭，以改善职工工作环境。2019年又新建旅客候车室一座并对站台进行硬化整治。

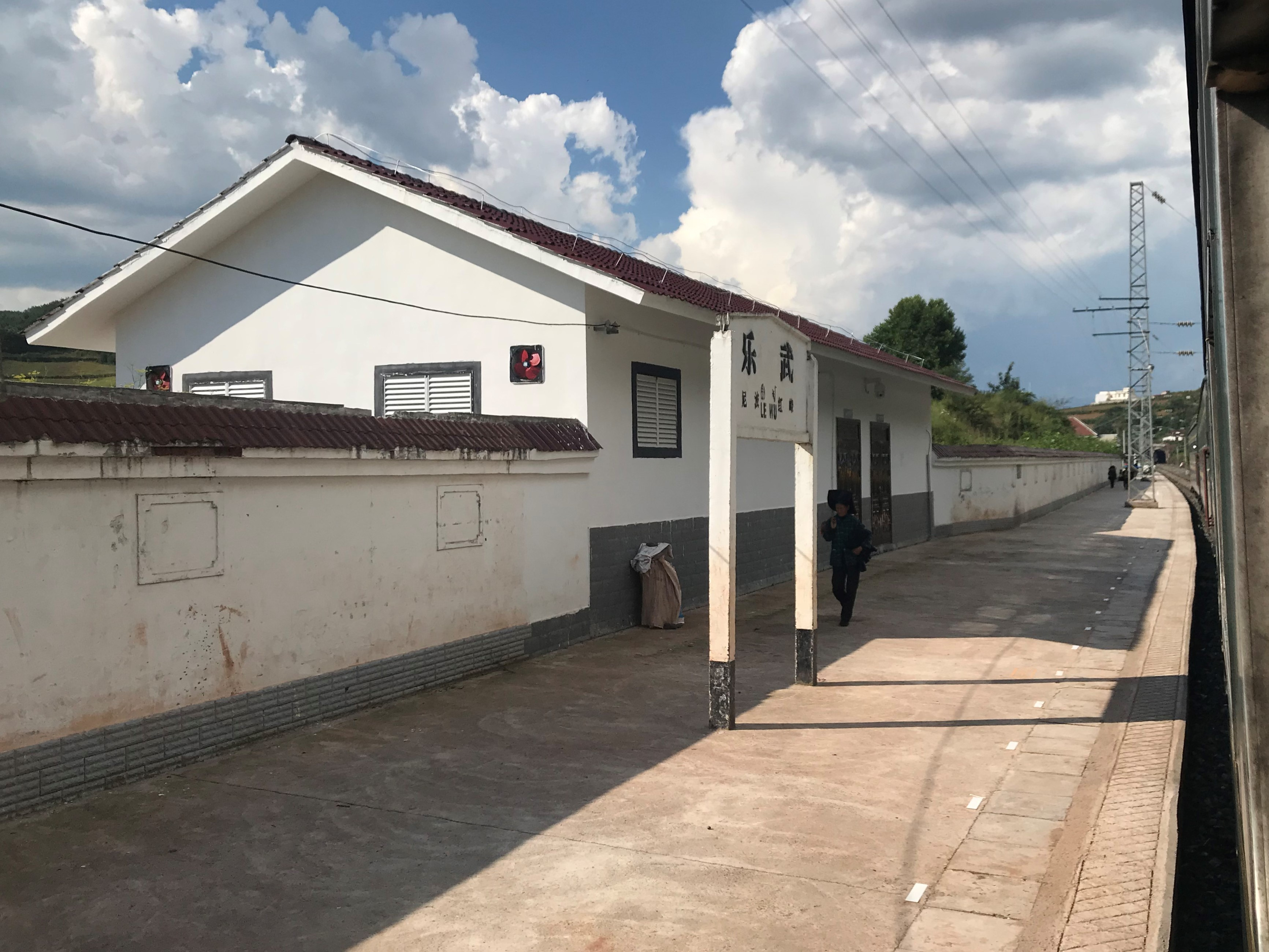
站台与站牌
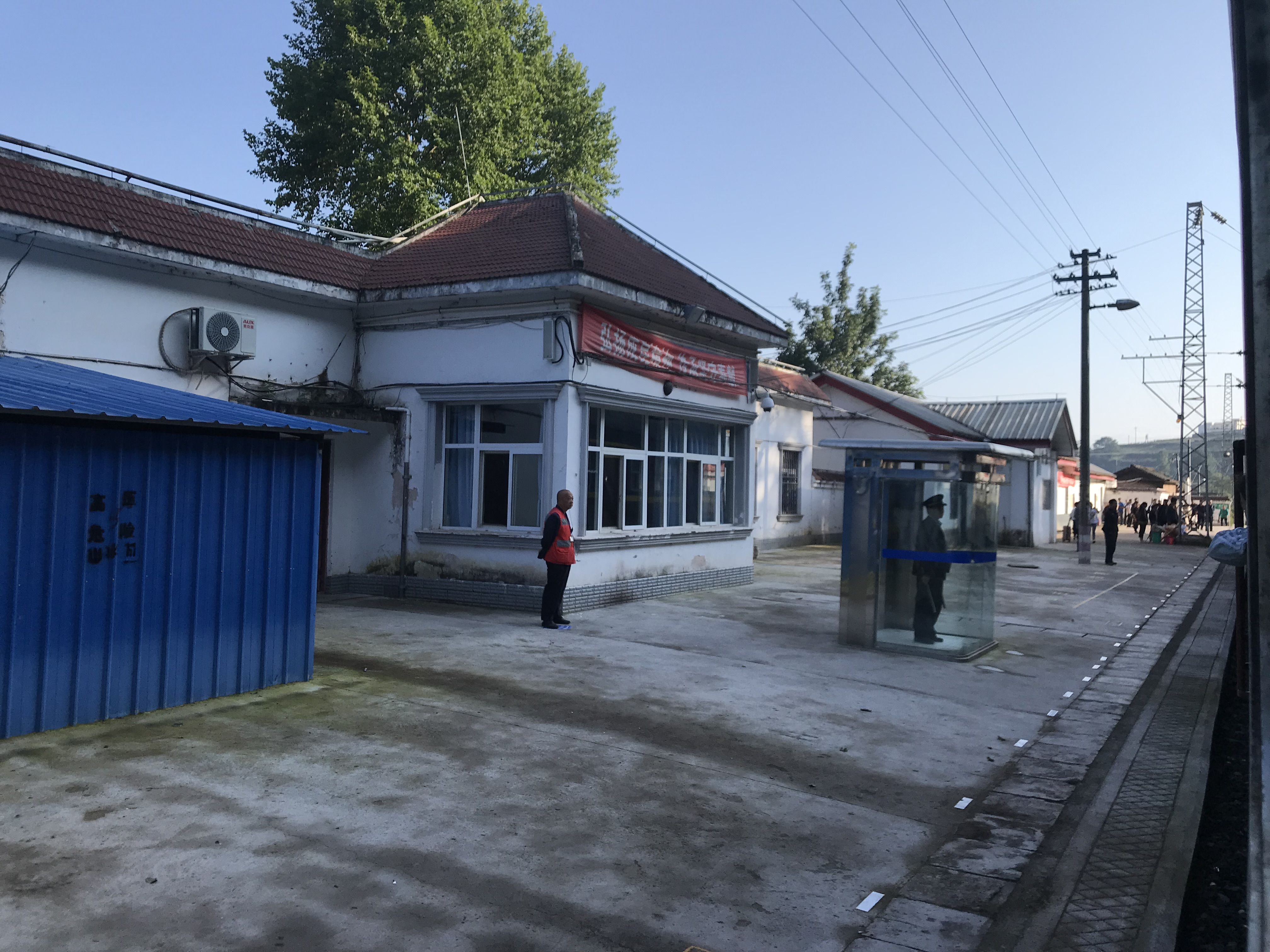
行车室
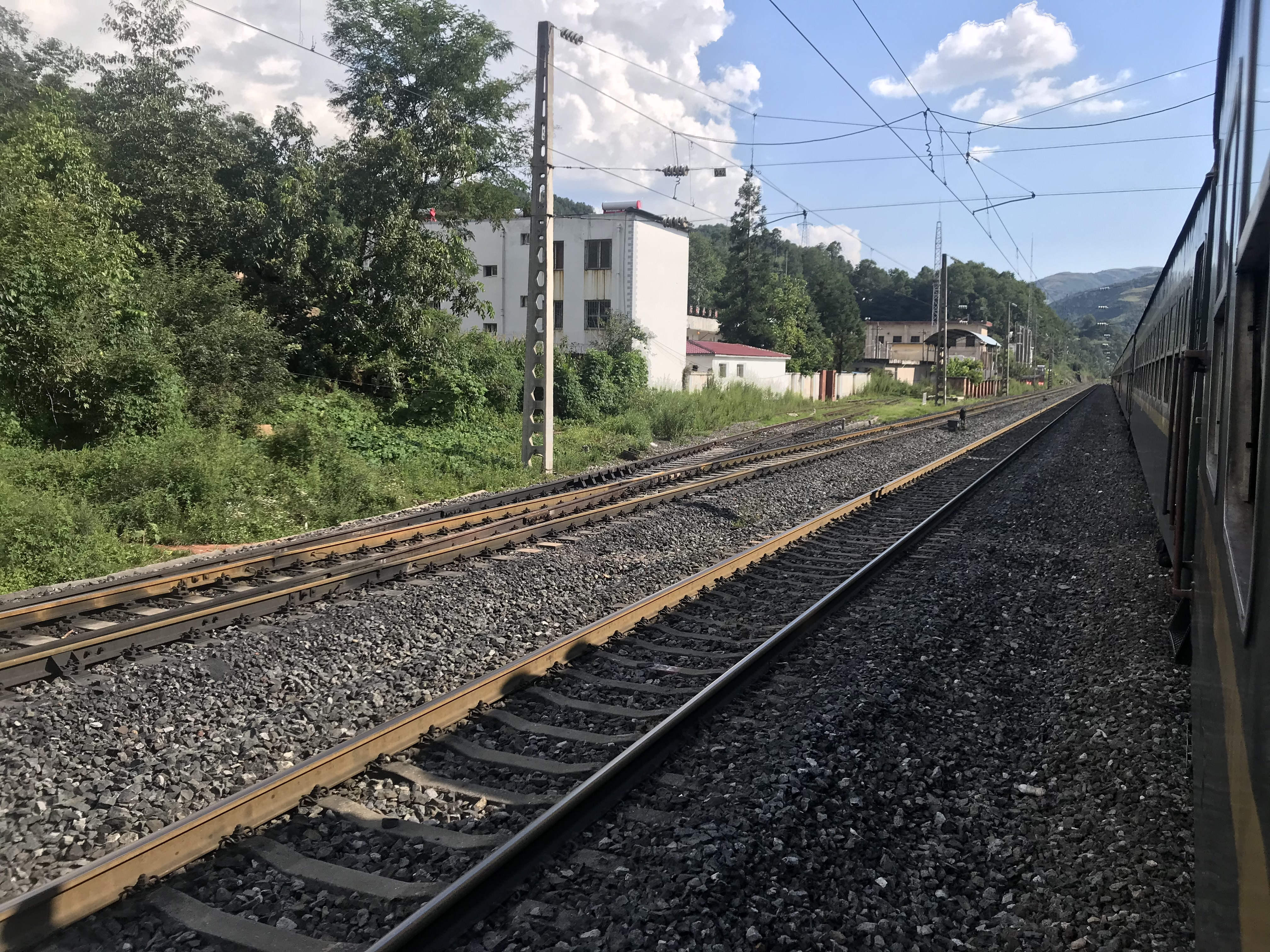
站场
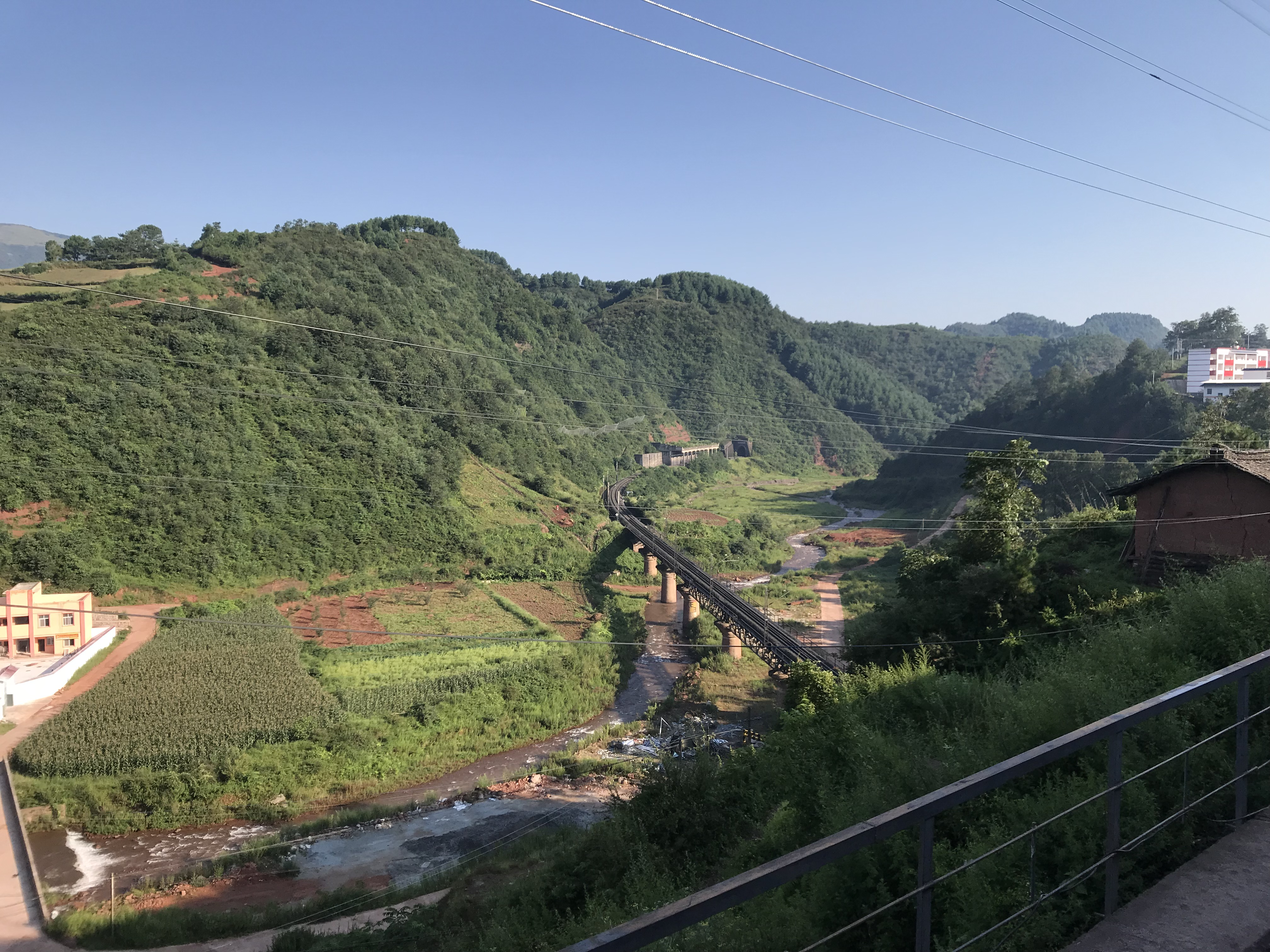
从站内眺望乐武展线
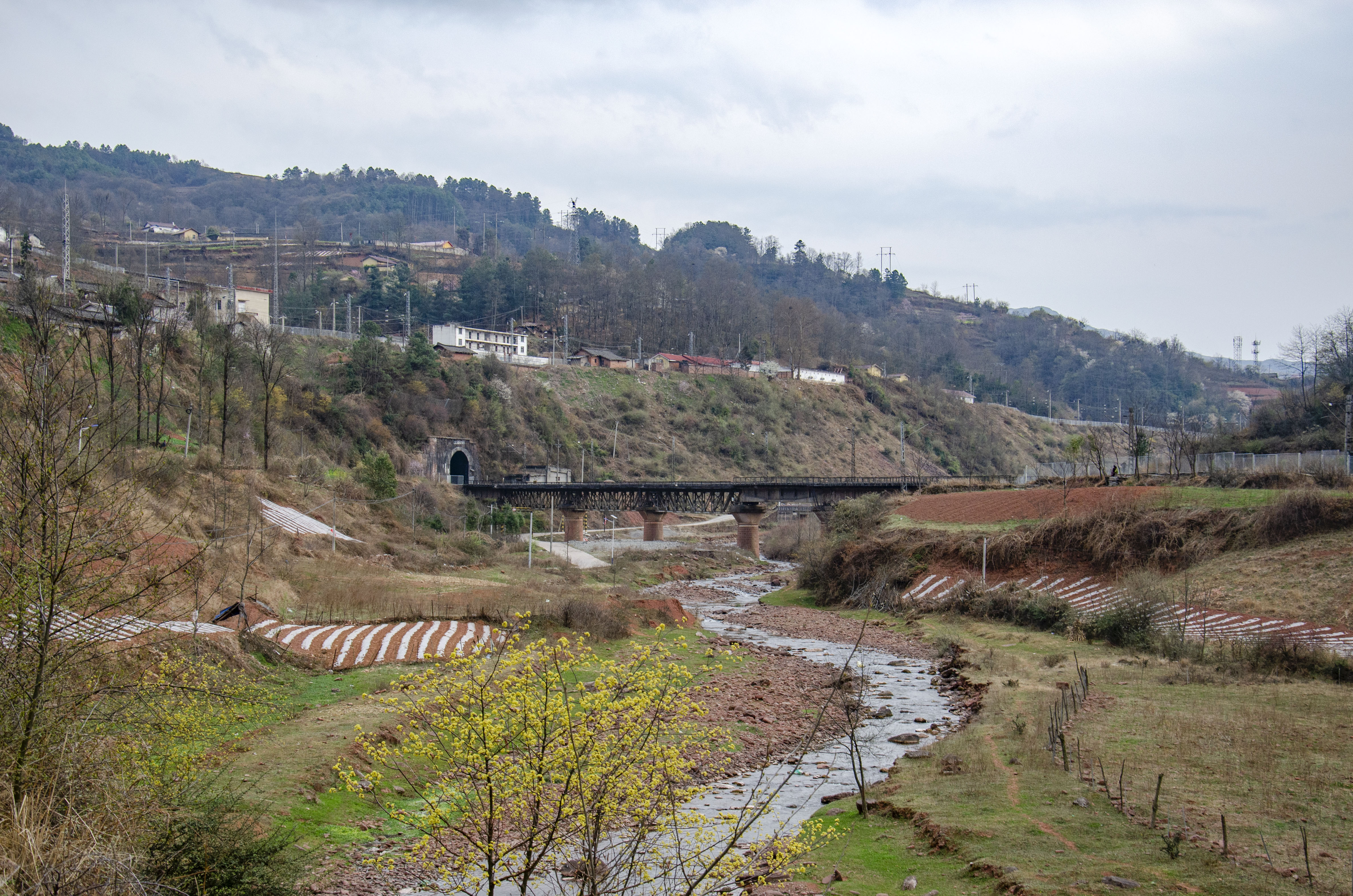
仰望乐武展线及车站